# Trinidad
För andra betydelser, se Trinidad (olika betydelser).

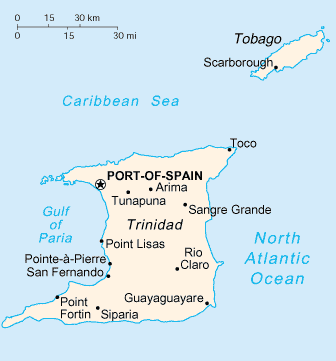
Karta över Trinidad

Trinidad (spanska för treenighet) är den största och folkrikaste ön i Trinidad och Tobago. Trinidad är den sydligaste ön i Västindien och ligger 11 kilometer norr om Venezuelas kust. Ön har en yta på 4 769 km².
Trinidad och Tobagos huvudstad Port of Spain och naturfenomenet La Brea asfaltsjö nära San Fernando ligger på ön.

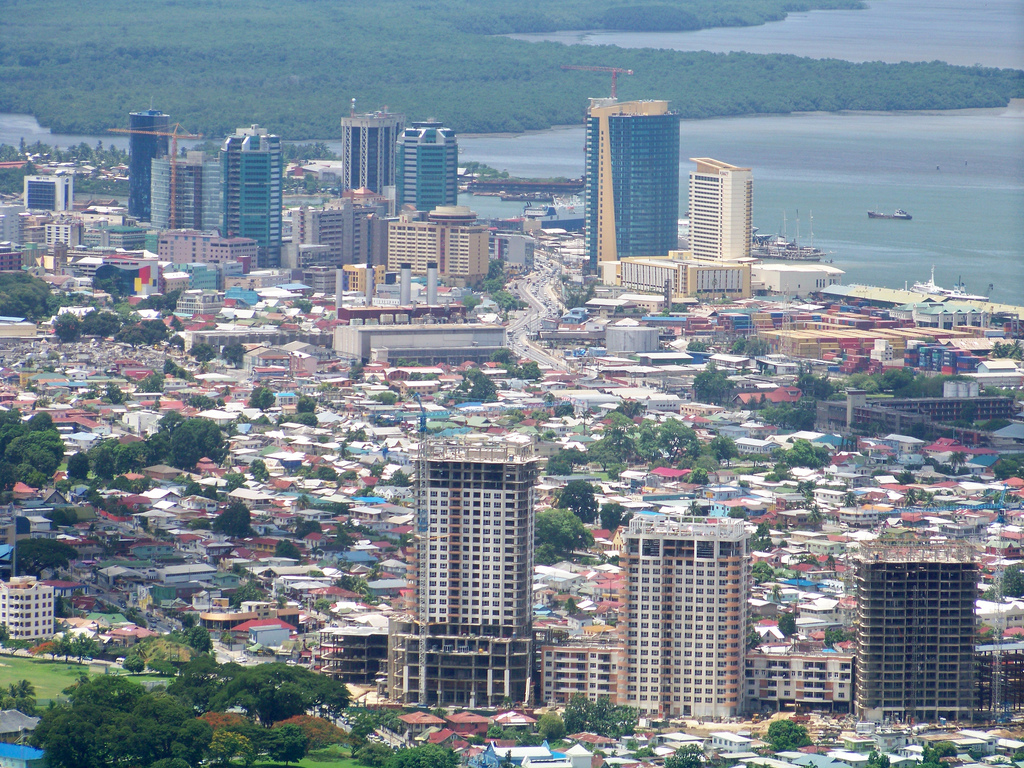
Port of Spain
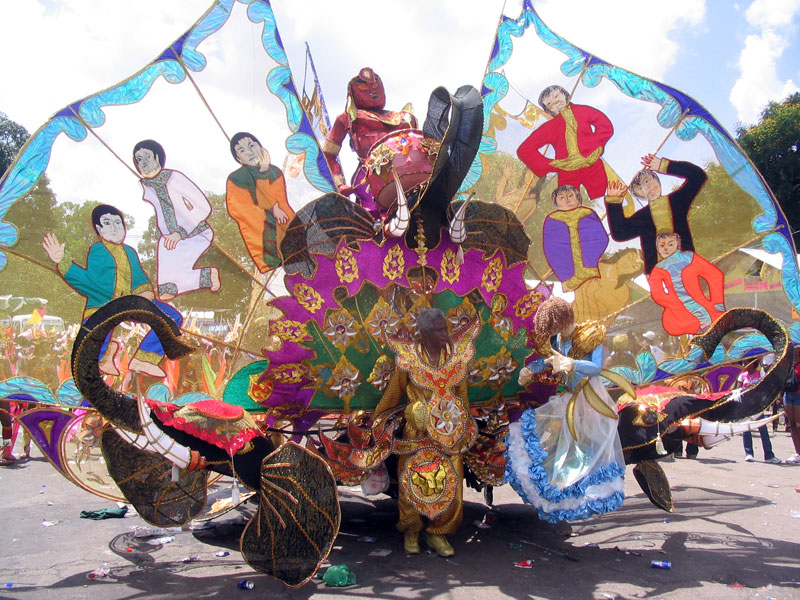
Karneval på Trinidad
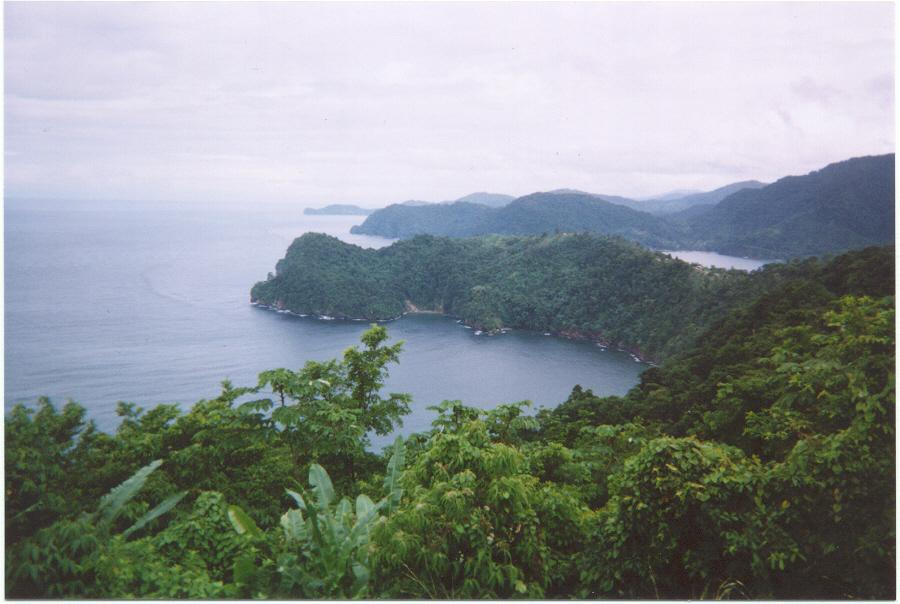
Maracas Beach

## Befolkning
Vid folkräkningen 2011 var den etniska tillhörigheten fördelad på följande sätt (officiella engelska termen i parentes):
| 37,01 % | ostindier (East Indian)                                              |
| 31,76 % | afrikansk (African)                                                  |
| 15,69 % | blandade - andra (Mixed - Other)                                     |
| 7,83 %  | blandade - afrikansk och ostindisk (Mixed - African and East Indian) |
| 6,39 %  | ej nämnt (Not Stated)                                                |
| 0,59 %  | vita (Caucasian)                                                     |
| 0,31 %  | kinesisk (Chinese)                                                   |
| 0,17 %  | annan etnisk grupp (Other Ethnic Group)                              |
| 0,11 %  | amerindiansk (Indigenous)                                            |
| 0,08 %  | syrisk/libanesisk (Syrian/Lebanese)                                  |
| 0,07 %  | portugisisk (Portuguese)                                             |